# Souimanga à poitrine rouge
Chalcomitra senegalensis
Espèce
Statut de conservation UICN

 LC  : Préoccupation mineure
Le Souimanga à poitrine rouge (Chalcomitra senegalensis) est une espèce de passereaux de la famille des Nectariniidae.

## Répartition

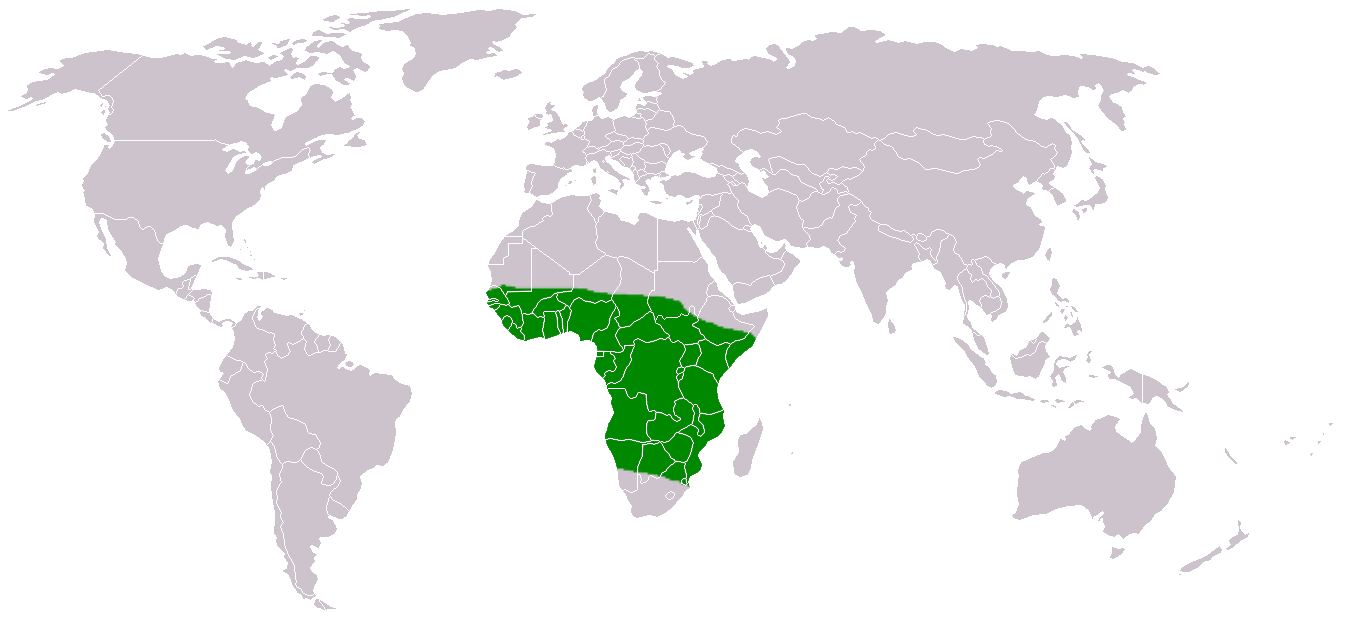
Carte de répartition de l'espèce.

L'espèce est endémique à l'Afrique.

## Sous-espèces
D'après Alan P. Peterson, cette espèce est constituée des six sous-espèces suivantes :
- Chalcomitra senegalensis acik  (Hartmann) 1866
- Chalcomitra senegalensis gutturalis  (Linnaeus) 1766
- Chalcomitra senegalensis lamperti  (Reichenow) 1897
- Chalcomitra senegalensis proteus  (Ruppell) 1840
- Chalcomitra senegalensis senegalensis  (Linnaeus) 1766
- Chalcomitra senegalensis saturatior  (Reichenow) 1891